# Sachsenroda
Sachsenroda ist ein Weiler von Pölzig im Landkreis Greiz in Thüringen.

## Lage
Sachsenroda liegt südöstlich von Pölzig an der Landesstraße 2326 im Ackerbaugebiet um Ronneburg und Dobitschen. Der Ort grenzt im Osten an Hohenkirchen, den südlichsten Ort des Landes Sachsen-Anhalt.

## Geschichte
1378 wurde der Weiler erstmals urkundlich erwähnt. Sachsenroda gehörte zum wettinischen Amt Altenburg, welches ab dem 16. Jahrhundert aufgrund mehrerer Teilungen im Lauf seines Bestehens unter der Hoheit folgender Ernestinischer Herzogtümer stand: Herzogtum Sachsen (1554 bis 1572), Herzogtum Sachsen-Weimar (1572 bis 1603), Herzogtum Sachsen-Altenburg (1603 bis 1672), Herzogtum Sachsen-Gotha-Altenburg (1672 bis 1826). Bei der Neuordnung der Ernestinischen Herzogtümer im Jahr 1826 kam der Ort wiederum zum Herzogtum Sachsen-Altenburg.
Nach der Verwaltungsreform im Herzogtum gehörte Sachsenroda bezüglich der Verwaltung zum Ostkreis (bis 1900) bzw. zum Landratsamt Ronneburg (ab 1900). Das Dorf gehörte ab 1918 zum Freistaat Sachsen-Altenburg, der 1920 im Land Thüringen aufging. 1922 kam Sachsenroda zum Landkreis Gera.
Am 1. Juli 1950 wurde Sachsenroda nach Pölzig eingemeindet.
Bei der zweiten Kreisreform in der DDR wurden 1952 die bestehenden Länder aufgelöst und die Landkreise neu zugeschnitten. Somit kam Sachsenroda als Ortsteil der Gemeinde Pölzig zum Kreis Gera-Land im Bezirk Gera, der seit 1990 als Landkreis Gera zu Thüringen gehörte und bei der thüringischen Kreisreform 1994 im Landkreis Greiz aufging. 40 Einwohner leben in dem Weiler.